# Anders Wiborg
Anders Wiborg, född 15 januari 1776 i Stockholm, död 2 mars 1836 på Bromseby gård i Össeby-Garns socken, var en svensk bokhandlare.
Anders Wiborg var son till hökaren Anders Wiborg och Margareta Salander. Han inskrevs vid Uppsala universitet 1791 och blev filosofie magister där 1795. Han har skildrats som en fint bildad och litterärt intresserad man. 1803 övertog han Gustaf Abraham Silverstolpes bokhandel i Stockholm, vilken han förut förestått. 1826 måste han på grund av ekonomiska svårigheter överlåta affären till sina fordringsägare men han återfick den 1833 och drev den sedan till 1836. Bokhandeln hade en för sin tid betydande omsättning av såväl svensk som utländsk litteratur. Wiborg bedrev dessutom en betydande förlagsverksamhet och utgav bland annat Tegnérs Nattvardsbarnen, Geijers Svea rikes häfder samt verk av Johan Gabriel Oxenstierna, Carl Gustaf af Leopold, Erik Johan Stagnelius med flera. Dessutom utgav han bland annat Svensk bibliographi eller allmän förteckning öfver utkomna böcker, gravurer, chartor, lithographier och musikalier (1-12, 1828). Han drev lånbiblioteksrörelse från 1811 till omkring 1833. Wiborg var 1814–1821 ägare av och redaktör för Stockholms-Posten, den på sin tid största tidningen i Stockholm.